# الکساندر ریازانتسف
الکساندر الکساندروویچ ریازانتسف (روسی: Александр Александрович Рязанцев؛ زاده ۵ سپتامبر ۱۹۸۶) بازیکن فوتبال اهل روسیه است.
وی همچنین در تیم ملی فوتبال روسیه بازی کرده‌است.